# Стовпник

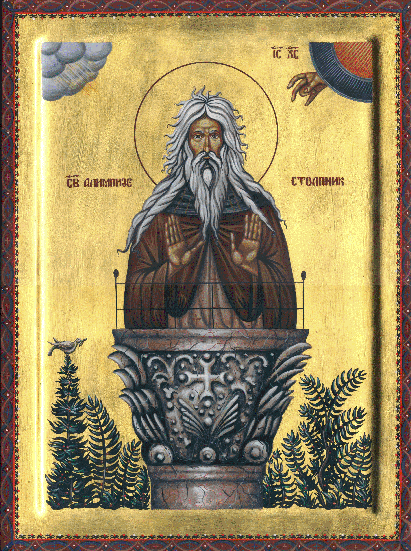
Преподобний Аліпій Стовпник

Стовпник (грец. στυλιτης, лат. stylita) — святий преподобний, що обрав для себе особливий подвиг — стояння на стовпі вдень та вночі, на якому він проводив більшу частину свого життя.

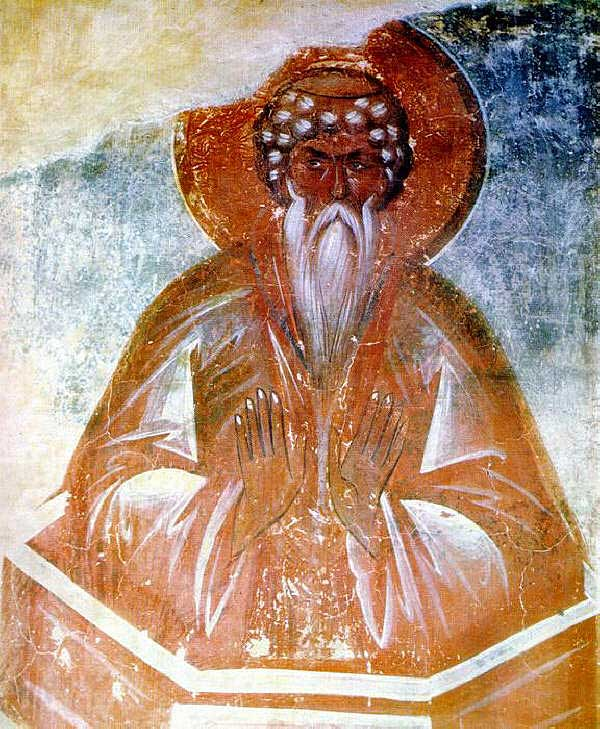
«Даниїл Стовпник»
Феофан Грек, 1378

Причиною сходження християнських подвижників на стовп було прагнення до більшого усамітнення для безперестанного молитовного з'єднання з Богом, це як спосіб віддалення від світу та зосередження на постійній молитві. Хоча невизначена згадка про пустельника, який обрав собі цей подвиг, є вже в словах Єфрема Сирина, епоха стовпників починається лише в V ст., коли до цього подвигу звертається св. Симеон Стовпник. Св. Симеон спочатку подвизався як чернець, потім як відлюдник в Північній Сирії, а в 423 р. зійшов на стовп, де проводив час в безперервній молитві. Стовп спочатку був невисоким, але потім добудовувався, поки не досяг приблизно 20 метрів в висоту. Св. Симеон користувався винятковим авторитетом в християнському світі, до нього стікалися натовпи віруючих за порадою та повчанням, писали листи імператори, шанування його як святого поширилося ще за його життя, особливо в сирійських громадах. В V-X ст. приклад св. Симеона отримав багатьох послідовників, в тому числі преп. Даниїла (V ст.), преп. Іоанна та преп. Симеона Стовпника Молодшого (VI ст.), преп. Аліпія (VII ст.) та інших.

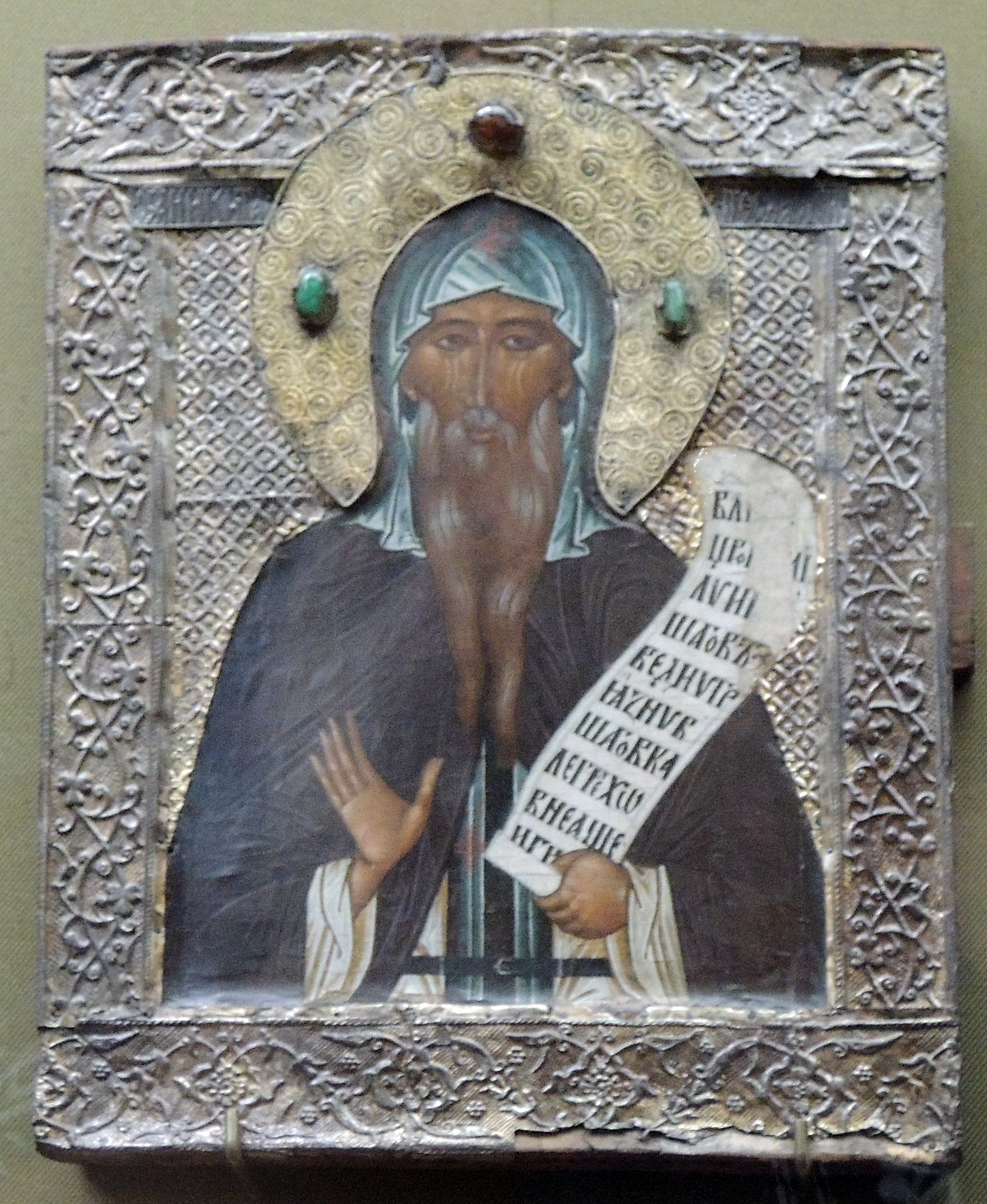
Преподобний Микита Стовпник

Ікони із зображенням стовпників, які приносили з собою паломники, повертаючись після відвідин цих подвижників (які, мабуть, могли благословляти ці образки), зіграли істотну роль у розвитку іконошанування. 
Подвиг стовпництва був відомий і на Русі, на стовпі рятувалися, наприклад, преп. Микита Стовпник переяславський (пом.. 1186), преп. Сава Вішерський (пом. 1461).